# Giovanni Omboni
Giovanni Omboni (* 30. Juni 1829 in Abbiategrasso; † 1. Februar 1910 in Padua) war ein italienischer Geologe und Paläontologe.

## Leben

Stefania Omboni-Etzerodt

Omboni studierte nach dem Abitur in Mailand in Pavia Ingenieurwesen und Mathematik, unterbrochen von Beteiligung an den Aufständen der 1848er Revolution. 1852 erhielt er seine Laurea in Mathematik in Pavia, war aber damals schon mehr an Naturwissenschaften und Geologie interessiert und darin ein Schüler von Giuseppe Gabriel Balsamo-Crivelli. Er schrieb Lehrbücher der Naturgeschichte für Schulen, war ein Jahr in Paris, um sich in Naturwissenschaften fortzubilden, und reorganisierte mit Emilio Cornalia die geologischen Sammlungen im Naturgeschichtsmuseum in Mailand. 1869 wurde er Professor für Geologie und Mineralogie in Padua. Dort baute er das Naturgeschichtsmuseum aus und erwarb dafür 1892 die Sammlung von Achille De Zigno. Sein Nachfolger in Padua war sein Schüler Giorgio Dal Piaz.
Er veröffentlichte 1856 eine frühe geologische Karte Italiens und war auch an der Initiierung der geologischen Landesaufnahme von Italien beteiligt. Er war ein Pionier der Erforschung von Gletscherspuren im Voralpenland, oft im Streit mit Antonio Stoppani. Von ihm stammen seinerzeit verbreitete Lehrbücher der Naturgeschichte für Schulen.
Er war Mitgründer und Sekretär der Società Italiana di Scienze Naturali und der Società Geologica Italiana, deren Präsident er 1892 war.
Seine belgische Ehefrau Stefania Etzerodt war eine Vorkämpferin für Frauenrechte in Padua.

## Schriften
- Elementi di storia naturale, 4 Bände, Mailand 1852 bis 1854 (Bände zu Zoologie, Geologie, Mineralogie).
- Cenni sullo stato geologico dell’Italia, Mailand 1856 (Anhang zum Corso di geologia von François Sulpice Beudant)
- Cenni sulla carta geologica della Lombardia, Vallardi, Milano 1861.
- I ghiacciai antichi e il terreno erratico di Lombardia, in: Atti della Società Italiana di Scienze Naturali, Band 3, 1861, S. 70.
- Primi elementi di scienze naturali e d'igiene, Mailand, 1863 und öfter
- Manuale di Storia naturale, Mailand, 1864 und öfter
- Penne fossili del Monte Bolca, Venedig 1865.
- Guida elementare per lo studio pratico della mineralogia, Mailand 1868.
- Compendio di mineralogia e geologia, Mailand 1871.
- Nota intorno a due antichi ghiacciai che hanno lasciato le loro tracce nei sette comuni, Venedig 1876.
- Come s'è fatta l'Italia. Saggio di geologia popolare, Verona 1876, 2. Auflage 1881
- Manuale di storia naturale ad uso dei ginnasi e licei, 5 Bände 1887
- Rocce e fossili. Sunto di alcune lezioni di geologia, Padua 1889
- Il gabinetto di geologia della r. Universita di Padova, Padua 1898.